# Димитър Пашев
Димитър Пламенов Пашев е български политик от партия „Възраждане“. Народен представител в XLVIII народно събрание.

## Биография
Димитър Пашев е роден на 22 май 1986 г. в град Варна, Народна република България. Завършва бакалавърска степен по „Български език и история“ в РУ „Ангел Кънчев“, магистър е по „Управление на образованието“ от ВТУ „Св. св. Кирил и Методий“. Занимава се активно с шахмат, като по време на следването си е хонорован като специалист и преподава на деца, юноши и студенти. След завършване на висшето си образование се връща да живее в Казанлък, където възстановява местния шахматен клуб и става негов ръководител и треньор.

## Политическа дейност

### Парламентарни избори през 2022 г.
На парламентарните избори през 2022 г. е кандидат за народен представител от листата на партия „Възраждане“, 2-ри в 27 МИР Стара Загора. Избран е за народен представител.